# Кадыров, Нурлыгаян Хафизович
Нурлыгаян Хафизович Кадыров (1 июля 1894, Бирский уезд, Уфимская губерния — 19 июля 1956, Абуляисово, Башкирская АССР) — педагог, Заслуженный учитель школы РСФСР (1949).

## Биография
Кадыров Нурлыгаян Хафизович родился 1 июля 1894 года в Бирском уезде Уфимской губернии (ныне — в Кушнаренковском районе Башкирии).
Окончил медресе «Хусаиния». По окончании медресе работал учителем в школах Казахстана, КазССР. С 1925 года работал учителем школы в Зианчуринском районе БАССР.
Скончался 19 июля 1956 года. Похоронен в д. Абуляисово Зианчуринского района.

## Награды и звания
- Заслуженный учитель школы РСФСР (1949).
- Орден Ленина (1949).